# هادی عبدالله
هادی عبدالله (انگلیسی: Haudi Abdillah؛ زادهٔ ۲۰ آوریل ۱۹۹۳) بازیکن فوتبال اهل اندونزی  است.
از باشگاه‌هایی که در آن بازی کرده‌است می‌توان به باشگاه فوتبال بالی یونایتد اشاره کرد.